# Internet Group Management Protocol
Internet Group Management Protocol (IGMP) är ett nätverksprotokoll som används för att hantera medlemskapet i IP-multicastgrupper. IGMP används av IP-noder och intilliggande multicast-routrar för att etablera medlemskap(er) i multicast-grupper. Den är en grundläggande del av IP-multicastspecifikationen, och liknar ICMP:s funktion i "vanliga" IP-anslutningar.  IGMP kan användas för online-video och spel, och tillåter en effektivare användning av nätverksresurser. Dock gör IGMP vissa datorintrång möjliga, och brandväggar tillåter vanligtvis användare att stänga av IGMP-protokollet om det inte behövs. 
IGMP har tre meddelanden:
- Membership Query
- Membership Report
- Leave Group

IGMP specificeras i RFC-dokumenten RFC 866, RFC 988, RFC 1054, RFC 1112, RFC 1812, RFC 2236, RFC 2113, och RFC 3376.